# NBA-Draft 2010
Der NBA-Draft 2010 wurde am 24. Juni 2010 im Madison Square Garden in New York City durchgeführt. In zwei Runden konnten sich die 30 NBA-Teams die Rechte an insgesamt 60 Nachwuchsspielern sichern.
Die endgültige Draft-Reihenfolge für die Positionen 1 bis 14 wurde am 19. Mai 2010 durch die Draft-Lotterie bestimmt. An dieser gewichteten Lotterie nahmen die 14 Teams, die sich in der Saison 2009/10 nicht für die Playoffs qualifiziert hatten, teil und wurden in umgekehrter Reihenfolge der Tabelle der Regular Season gesetzt. Die Ziehung gewannen die Washington Wizards, gefolgt von den Philadelphia 76ers und den New Jersey Nets.
Alle Spieler, die sich zum Draft anmelden wollten, mussten unabhängig von ihrem Schulabschluss vor dem 31. Dezember 1991 geboren sein. Wenn sie kein „internationaler Spieler“ waren, durften sie sich zudem frühestens ein Jahr nach ihrem High-School-Abschluss anmelden.
Die Wizards wählten an erster Stelle John Wall von den Kentucky Wildcats. Noch vier weitere Spieler dieser Universität wurden in der ersten Runde ausgewählt, was einen neuen Rekord in der Geschichte der NBA-Drafts darstellt. Mit Tibor Pleiß wurde erstmals seit 2002 wieder ein deutscher Spieler ausgewählt. Jedoch war erst zum zweiten Mal seit 1995 unter den ersten 14 Picks, also denjenigen der an der Lotterie teilnehmenden Mannschaften, kein Europäer.

## Runde 1
Abkürzungen: PG = Point Guard, SG = Shooting Guard, SF = Small Forward, PF = Power Forward, C = Center; Fr. = Freshman, So. = Sophomore, Jr. = Junior, Sr. = Senior 
| Nr. | Name              | Position | Nationalität                 | NBA-Team                                                                   | vorheriges Team/College |
| --- | ----------------- | -------- | ---------------------------- | -------------------------------------------------------------------------- | ----------------------- |
| 1   | John Wall         | PG       | Vereinigte Staaten           | Washington Wizards                                                         | Kentucky (Fr.)          |
| 2   | Evan Turner       | SG/SF    | Vereinigte Staaten           | Philadelphia 76ers                                                         | Ohio State (Jr.)        |
| 3   | Derrick Favors    | PF       | Vereinigte Staaten           | New Jersey Nets                                                            | Georgia Tech (Fr.)      |
| 4   | Wesley Johnson    | SF       | Vereinigte Staaten           | Minnesota Timberwolves                                                     | Syracuse (Jr.)          |
| 5   | DeMarcus Cousins  | C/PF     | Vereinigte Staaten           | Sacramento Kings                                                           | Kentucky (Fr.)          |
| 6   | Ekpe Udoh         | C/PF     | Vereinigte Staaten           | Golden State Warriors                                                      | Baylor (Jr.)            |
| 7   | Greg Monroe       | C/PF     | Vereinigte Staaten           | Detroit Pistons                                                            | Georgetown (So.)        |
| 8   | Al-Farouq Aminu   | SF       | Vereinigte Staaten / Nigeria | Los Angeles Clippers                                                       | Wake Forest (So.)       |
| 9   | Gordon Hayward    | SF       | Vereinigte Staaten           | Utah Jazz (von New York via Phoenix)                                       | Butler (So.)            |
| 10  | Paul George       | SF       | Vereinigte Staaten           | Indiana Pacers                                                             | Fresno State (So.)      |
| 11  | Cole Aldrich      | C        | Vereinigte Staaten           | New Orleans Hornets (getradet zu Oklahoma City)                            | Kansas (Jr.)            |
| 12  | Xavier Henry      | SG       | Vereinigte Staaten           | Memphis Grizzlies                                                          | Kansas (Fr.)            |
| 13  | Ed Davis          | PF       | Vereinigte Staaten           | Toronto Raptors                                                            | North Carolina (So.)    |
| 14  | Patrick Patterson | PF       | Vereinigte Staaten           | Houston Rockets                                                            | Kentucky (Jr.)          |
| 15  | Larry Sanders     | C/PF     | Vereinigte Staaten           | Milwaukee Bucks (von Chicago)                                              | VCU (Jr.)               |
| 16  | Luke Babbitt      | SF       | Vereinigte Staaten           | Minnesota Timberwolves (von Charlotte via Denver, getradet zu Portland)    | Nevada (So.)            |
| 17  | Kevin Séraphin    | PF       | Frankreich                   | Chicago Bulls (von Milwaukee, getradet zu Washington)                      | Cholet Basket           |
| 18  | Eric Bledsoe      | PG       | Vereinigte Staaten           | Oklahoma City Thunder (von Miami, getradet zu LA Clippers)                 | Kentucky (Fr.)          |
| 19  | Avery Bradley     | SG       | Vereinigte Staaten           | Boston Celtics                                                             | Texas (Fr.)             |
| 20  | James Anderson    | SG       | Vereinigte Staaten           | San Antonio Spurs                                                          | Oklahoma State (Jr.)    |
| 21  | Craig Brackins    | PF       | Vereinigte Staaten           | Oklahoma City Thunder (getradet zu New Orleans)                            | Iowa State (Jr.)        |
| 22  | Elliot Williams   | SG       | Vereinigte Staaten           | Portland Trail Blazers                                                     | Memphis (So.)           |
| 23  | Trevor Booker     | PF       | Vereinigte Staaten           | Minnesota Timberwolves (von Utah via Philadelphia, getradet zu Washington) | Clemson (Sr.)           |
| 24  | Damion James      | SF       | Vereinigte Staaten           | Atlanta Hawks (getradet zu New Jersey)                                     | Texas (Sr.)             |
| 25  | Dominique Jones   | SG       | Vereinigte Staaten           | Memphis Grizzlies (von Denver, getradet zu Dallas)                         | USF (Jr.)               |
| 26  | Quincy Pondexter  | SF       | Vereinigte Staaten           | Oklahoma City Thunder (von Phoenix, getradet zu New Orleans)               | Washington (Sr.)        |
| 27  | Jordan Crawford   | SG       | Vereinigte Staaten           | New Jersey Nets (von Dallas, getradet zu Atlanta)                          | Xavier (So.)            |
| 28  | Greivis Vasquez   | PG/SG    | Venezuela                    | Memphis Grizzlies (von L.A. Lakers)                                        | Maryland (Sr.)          |
| 29  | Daniel Orton      | PF/C     | Vereinigte Staaten           | Orlando Magic                                                              | Kentucky (Fr.)          |
| 30  | Lazar Hayward     | SF       | Vereinigte Staaten           | Washington Wizards (von Cleveland, getradet zu Minnesota)                  | Marquette (Sr.)         |

## Runde 2
| Nr. | Name               | Position | Nationalität       | NBA-Team                                                                           | vorheriges Team/College |
| --- | ------------------ | -------- | ------------------ | ---------------------------------------------------------------------------------- | ----------------------- |
| 31  | Tibor Pleiß        | C        | Deutschland        | New Jersey Nets (getradet zu Oklahoma City via Atlanta)                            | Brose Baskets           |
| 32  | Dexter Pittman     | C        | Vereinigte Staaten | Miami Heat (von Minnesota via Oklahoma City)                                       | Texas (Sr.)             |
| 33  | Hassan Whiteside   | C        | Vereinigte Staaten | Sacramento Kings                                                                   | Marshall (Fr.)          |
| 34  | Armon Johnson      | PG       | Vereinigte Staaten | Portland Trail Blazers (von Golden State)                                          | Nevada (Jr.)            |
| 35  | Nemanja Bjelica    | SF       | Serbien            | Washington Wizards (getradet zu Minnesota)                                         | KK Roter Stern Belgrad  |
| 36  | Terrico White      | PG/SG    | Vereinigte Staaten | Detroit Pistons                                                                    | Ole Miss (So.)          |
| 37  | Darington Hobson   | SF       | Vereinigte Staaten | Milwaukee Bucks (von Philadelphia)                                                 | New Mexico (Jr.)        |
| 38  | Andy Rautins       | SG       | Kanada             | New York Knicks                                                                    | Syracuse (Sr.)          |
| 39  | Landry Fields      | SF       | Vereinigte Staaten | New York Knicks (von L.A. Clippers via Denver)                                     | Stanford (Sr.)          |
| 40  | Lance Stephenson   | SG       | Vereinigte Staaten | Indiana Pacers                                                                     | Cincinnati (Fr.)        |
| 41  | Jarvis Varnado     | PF       | Vereinigte Staaten | Miami Heat (von New Orleans)                                                       | Mississippi State (Sr.) |
| 42  | Da’Sean Butler     | SF       | Vereinigte Staaten | Miami Heat (von Toronto)                                                           | West Virginia (Sr.)     |
| 43  | Devin Ebanks       | SF       | Vereinigte Staaten | Los Angeles Lakers (von Memphis)                                                   | West Virginia (So.)     |
| 44  | Jerome Jordan      | C        | Jamaika            | Milwaukee Bucks (von Chicago via Portland und Golden State)                        | Tulsa (Jr.)             |
| 45  | Paulão Prestes     | PF/C     | Brasilien          | Minnesota Timberwolves (von Houston)                                               | CB Murcia               |
| 46  | Gani Lawal         | PF       | Vereinigte Staaten | Phoenix Suns (von Charlotte)                                                       | Georgia Tech (Jr.)      |
| 47  | Tiny Gallon        | PF       | Vereinigte Staaten | Milwaukee Bucks                                                                    | Oklahoma (Fr.)          |
| 48  | Latavious Williams | SF       | Vereinigte Staaten | Miami Heat (getradet zu Oklahoma City)                                             | Tulsa 66ers (D-League)  |
| 49  | Ryan Richards      | PF/C     | England            | San Antonio Spurs                                                                  | CB Gran Canaria         |
| 50  | Solomon Alabi      | C        | Nigeria            | Dallas Mavericks (von Oklahoma City, getradet zu Toronto)                          | Florida State (So.)     |
| 51  | Magnum Rolle       | PF/C     | Bahamas            | Oklahoma City Thunder (von Portland via Dallas und Minnesota, getradet zu Indiana) | Louisiana Tech (Sr.)    |
| 52  | Luke Harangody     | PF       | Vereinigte Staaten | Boston Celtics                                                                     | Notre Dame (Sr.)        |
| 53  | Pape Sy            | SF       | Frankreich         | Atlanta Hawks                                                                      | STB Le Havre            |
| 54  | Willie Warren      | PG       | Vereinigte Staaten | Los Angeles Clippers (von Denver)                                                  | Oklahoma (So.)          |
| 55  | Jeremy Evans       | SF       | Vereinigte Staaten | Utah Jazz                                                                          | Western Kentucky (Sr.)  |
| 56  | Hamady N’Diaye     | C        | Senegal            | Minnesota Timberwolves (von Phoenix, getradet zu Washington)                       | Rutgers (Sr.)           |
| 57  | Ryan Reid          | PF       | Vereinigte Staaten | Indiana Pacers (von Dallas, getradet zu Oklahoma City)                             | Florida State (Jr.)     |
| 58  | Derrick Caracter   | PF       | Vereinigte Staaten | Los Angeles Lakers                                                                 | UTEP (Jr.)              |
| 59  | Stanley Robinson   | SF       | Vereinigte Staaten | Orlando Magic                                                                      | Connecticut (Sr.)       |
| 60  | Dwayne Collins     | PF       | Vereinigte Staaten | Phoenix Suns (von Cleveland)                                                       | Miami (Sr.)             |

## Ungedraftete Spieler
- Sherron Collins ( Vereinigte Staaten), University of Kansas
- Luigi Datome ( Italien),  Virtus Roma
- Manny Harris ( Vereinigte Staaten), University of Michigan
- Joe Ingles ( Australien),  CB Granada
- Jeremy Lin ( Vereinigte Staaten), Harvard University
- Boban Marjanović, ( Serbien),  KK Vršac
- Elijah Millsap ( Vereinigte Staaten), UAB
- Tim Ohlbrecht ( Deutschland),  Telekom Baskets Bonn
- Miroslav Raduljica ( Serbien),  Efes Pilsen
- Alexey Shved ( Russland),  PBK ZSKA Moskau
- Donald Sloan ( Vereinigte Staaten), Texas A&M
- Ish Smith ( Vereinigte Staaten), Wake Forest University
- Ben Uzoh ( Vereinigte Staaten), University of Tulsa